# 리 메러디스
리 메러디스(Lee Meredith, 1947년 10월 22일 ~ )는 미국의 배우, 텔레비전 배우, 영화배우이다.

## 영화
- 선샤인 보이 (1975년)
- 스툴리 (1974년)
- 프로듀서 (1968년)